# ديريك بيرس
ديريك بيرس (بالإنجليزية: Derrick Byars)‏ مواليد 25 أبريل 1984 في ممفيس، هو لاعب كرة سلة أمريكي. بدأ مسيرته الاحترافية في سنة 2007. تم اختياره من قبل فريق بورتلاند ترايل بلايزرز خلال الدرافت. يحمل الرقم 11. يبلغ طوله 6 قدم 7 بوصة (2.0 م).

## المسيرة الاحترافية
لعب مع ألبا برلين في الدوري الألماني في موسم 2009–2010، ثم لعب مع شوليه باسكت في الدوري الفرنسي في سنة 2011، ثم لعب مع سان أنطونيو سبرز في سنة 2012، ثم لعب مع ألبا برلين في الدوري الألماني في موسم 2012–2013.

## روابط خارجية
- ديريك بيرس على موقع الدوري الأوروبي لكرة السلة (الإنجليزية)
- ديريك بيرس على موقع إن بي أي (الإنجليزية)
- ديريك بيرس على موقع سبورتس رفرنس (الإنجليزية)
- ديريك بيرس على موقع الدوري الإسباني لكرة السلة (الإسبانية)
- ديريك بيرس على موقع كرة السلة الأوروبية.كوم (الإنجليزية)
- ديريك بيرس على موقع كلية كرة السلة في سبورتس رفرنس.كوم (الإنجليزية)
- ديريك بيرس على موقع ريلجم (الإنجليزية)
- ديريك بيرس على موقع بروبوليرز (الإنجليزية)
- ديريك بيرس على موقع سبورتس رفرنس (الإنجليزية)
- ديريك بيرس على موقع سبورتس رفرنس (الإنجليزية)